# Theodor Bastard
Theodor Bastard is een Russische wereldmuziek- en triphopband uit Sint-Petersburg. De band mixt Russische, Noord-Euraziatische en Oosterse wereldmuziek met elementen van triphop en darkwave. De frontvrouw is zangeres en songwriter Yana Veva. De thema's van haar nummers zijn ver verwijderd van alledaagse problemen en haar poëzie en muziek halen inspiratie uit mythologie en fantasie. Voor haar teksten maakt ze gebruik van een zelf ontwikkelde kunsttaal en verscheidene Afrikaanse, Aziatische en inheemse Amerikaanse talen. Albums van de band zijn uitgebracht in Rusland, Duitsland, Turkije, Mexico en Argentinië.
Theodor Bastard maakt zowel gebruik van klassieke instrumenten, zoals cello en harp, als elektronische instrumenten, waaronder synthesizers, samplers en theremin. Daarnaast gebruiken zij verscheidene ethische instrumenten zoals darboeka, ashiko, conga, djembé, daf, didgeridoo, bağlama, saz, kantele, cymbaal, dulcimer, caxixi, agogô, bawu, duimpiano, marimba, udu, reco-reco, ocarina, morin khuur, dungchen, cajón, mondharp, thunder tube en meer.
De band heeft op een groot aantal Europese middeleeuwse, gothic-, wereldmuziek- en fantasyfestivals opgetreden, waaronder: Fusion (2004) en Wave-Gotik-Treffen (2011, 2014, 2017) in Duitsland, Dark Bombastic Evening (2012, 2013, 2016) in Roemenië, Mėnuo Juodaragis (2008, 2012, 2016) in Litouwen en op Castlefest (2015, 2017), een middeleeuws en fantasyfestival dat jaarlijks plaatsvindt in de kasteeltuinen van Kasteel Keukenhof in Lisse in Nederland.

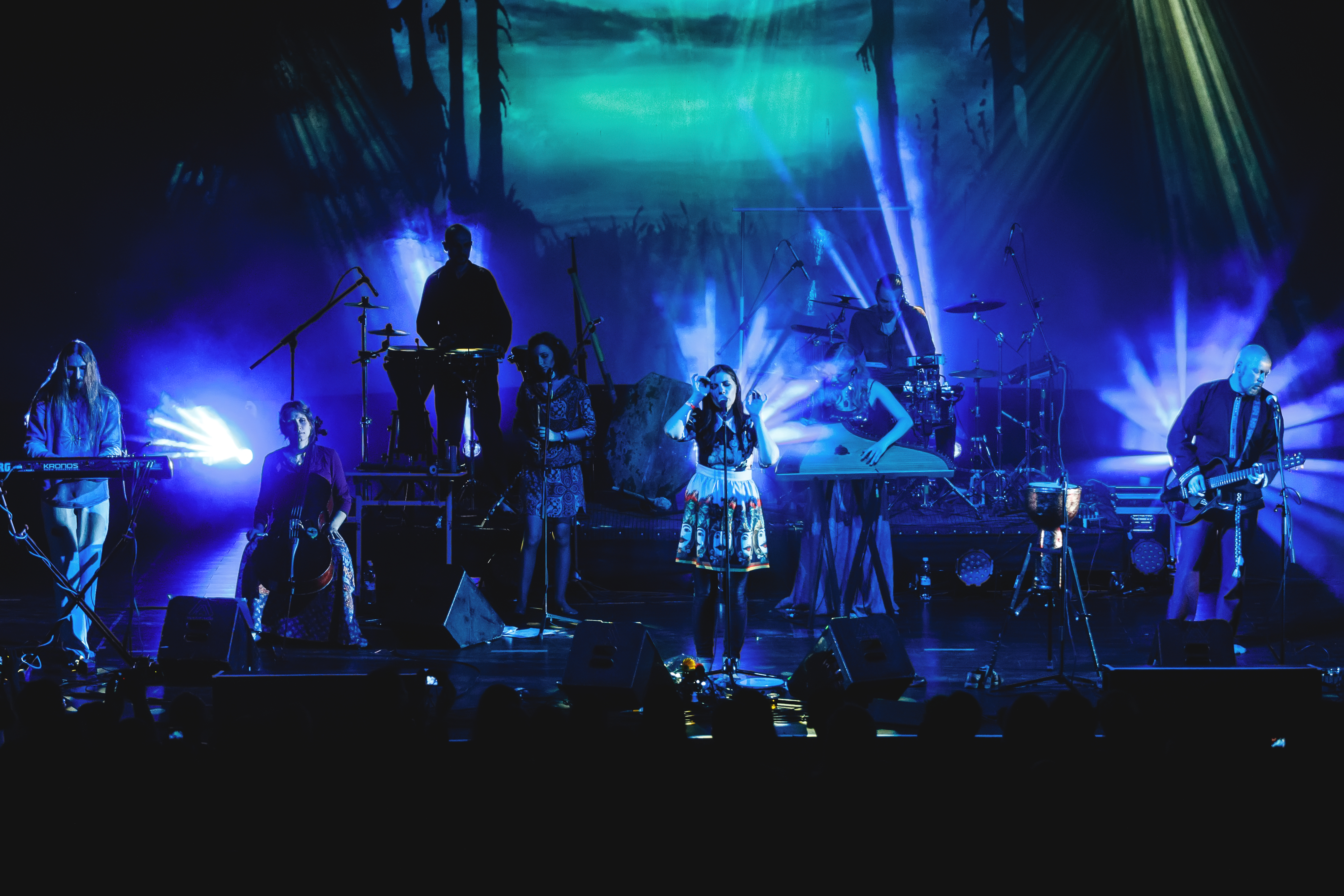
Theodor Bastard tijdens een concert in Sint-Petersburg op 19 juli 2015

## Bezetting

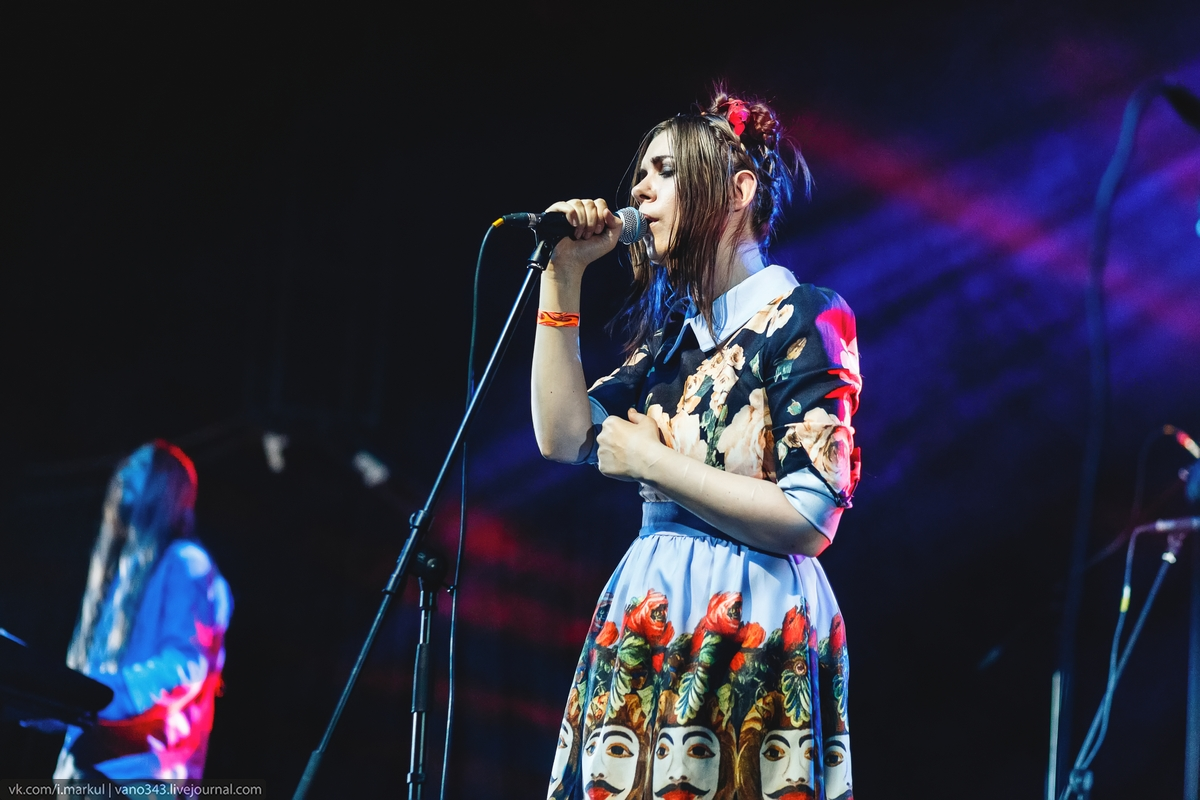
Yana Veva tijdens een concert, 2015

### Huidige bandleden
- Yana Veva - zangeres
- Fedor Svoloch - gitaar
- Kusas - percussie
- Alexey Kalinovsky - keyboard
- Andy Vladich - drums

## Discografie

### Albums
- 1996 — Восемь способов добиться леди
- 1999 — Wave Save
- 2000 — Agorafobia
- 2000 — Live In Heaven
- 2002 — BossaNova_Trip
- 2004 — Pustota
- 2006 — Sueta
- 2008 — Белое: Ловля Злых Зверей
- 2009 — Beloe: Hunting For Fierce Beasts
- 2011 — Remixed
- 2012 — Music For The Empty Spaces
- 2012 — Oikoumene
- 2014 — Pustota (Remastered)
- 2015 — Vetvi

### Singles
- 2008 — Мир
- 2009 — Будем жить
- 2010 — Tapachula